# Iaroslav Yeudoqiumov
Iaroslav Alexandrovich Yeudoqiumov - (em ucraniano Ярослав Олександрович Євдокимов) - é um cantor barítono, artista emérito da Rússia e artista nacional da Bielorrússia.

## Biografia
Iaroslav Yeudoqiumov nasceu no dia 22 de novembro de 1946 na cidade de Rivne  (Ucrânia Ocidental).  A mãe dele Anastásia Otcheretovytch depois de ter experimentado  a repressão política era aprisionada na prisão de Rivne, onde ela deu a vida a este mundialmente famoso cantor. O seu pai Alessandre Yeudoqiumov que era nascido na região de Perm na área Krasnovysherska, foi reprimido  também. Anastásia antes de ser mudada para outro lugar de prisão, tinha entregado o filho que teve só quarto meses pra pais dela e depois ela pareceu numa das minas de Norilsk. A mãe encontrava o seu querido Iaroslav apenas no ano 1955, enquanto ela conseguiu vir para sua aldeia.
Iaroslav  estava crescendo na vilagem Kóryst’ que fica na  área Koretska da região Políssia. Ele foi criado de seu avós Iara e Charitone com Socorro da tia Ana. O Charitone era um ferreiro da primeira classe, disso além ele cantou bem no coro da igreja. Já no início da infância Iaroslav foi ensinado de profissão do ferreiro pelo seu avô,  toda hora ouvindo as canções folclóricas.
Depois de ter acabado a escola, mesmo sendo talentoso, Iaroslav esteve estudando em Korets Faculdade Profissional (nos anos 1964-1965), dominou uma especialidade dos trabalhadores.
Em seguida, o tempo do serviço militar chegou (1965-1968). O guri ficou na Frota de Norte que fica na aldeia Vidiáyevo perto a cidade Severomorsk na Península de Kola. O ranker Yeudoqiumov  estava servindo por três anos em uma unidade de construção. Era o melhor cantor da companhia militar.
Depois de desmobilização ele voltava pra vila natal, daí buscou o trabalho na fábrica de pneus em Dnipropetrovsk onde por acaso começou a cantar no restaurante. No mesmo lugar, em Dinpropetrovsk Iaroslav se casou com uma menina bielorrussa e os ambos vieram a terra materna dela.
Esse rapaz de ouro ucraniano não teve educação musical e em razão disso ele não entrou O Estado Philharmonic. Todavia estando na Bielorrússia Yeudoquimov conseguiu continuar a carreira artística com muito sucesso.  A programa do concerto chamado “Memória” foi sendo formada e Ieudoquimov estava com sorte de apanhar essa oportunidade.  O nosso estreante jovem causou boa impressão nas espectadores  pois tava cantando com alma e era isso que atraiu a auditória particularmente. Como resultado ele foi convidado ficar trabalhando na Filarmônica. Isso aconteceu no ano 1975.  O êxito de cantor estava crescendo concerto por concerto. Iaroslav encontrava um bom professor de vocal Vladimir Butchel’. Durante três anos ele foi atendeu as aulas do maestro, simultaneamente trabalhou como solista no coro do Distrito Militar bielorrusso (1977-1980).
Na véspera do dia 9 de maio o cantor participou num concerto estatal, onde esteve presente o Primeiro Secretário do Comité Central do Partido Comunista da Bielorrússia, Macherov, que ficou cativado pela canção “O campo da memória”, cantada por Ieudoquimov com profundiadade imensa. O ex-guerrilheiro ficou tão fortemente tocado que ordenou atribuir a Yevdokimov o título honorário "Artista Homenageado da RSS da Bielorrússia."

A notícia sobre o cantor talentoso voou até Moscou. A Olga Moltchanova de TV nacional convidou Yeudoquimov para duas programas mais populares: “Círculo mais amplo" e "Vamos cantar, amigos!". Em 1979 Iaroslav foi o vencedor de concurso "Com uma música pela vida”. A voz de cantor frequentamente soou também nas programas de Radio Nacional. Iaroslav graduou da Faculdade Musical em curso de vocal e tornou-se o solista de rádio Republicano e televisão.
Muitas vezes Iaroslav Yeudoquimov participou no «BazaarEslavo" (Vitebsk, Bielorrússia), também foi membro do júri do festival (1993)/
No ano de 1998 o cantor ficou  hóspede do festival “Hit de ouro” (Moguilhov, Bielorrússia).
Ele fez turnês no exterior - Grécia, França, Alemnãha, Noruega, Polônia, Tchecoslováquia, Islândia, Suíça, Suécia.
O recorde “Tudo vai se virar realidade” (1998) – a estreia no Studio de  Gravação da empresa “Melodia”. Iaroslav Yeudoquimov teve um tom de voz muito excepcional - barítono lírico com mais de duas oitavas. Crucial é a flexibilidade, a mobilidade de voz, a capacidade de mudá-lo facilmente, porque  a voz bem encenada é a diversidade inerente de sons - O ator pode cantar baixo, tenor.  O cantor tem a perfeita técnica vocal, dicção. Os expertos profetizaram pra ele uma carreira de cantor da opera, mas Iaroslav tem escolhido as canções folclóricas e trabalhos com direitos autorais.
Do ano 2009 iaroslav Yeudoquimov é  cidadão da Federação Russa.
Iaroslav Yeudoquimov é marcado por um projeto on-line exclusivo "Nova Ucrânia".

## Prêmios
- Dia 17 de abril do ano 1980 – título honorário "Artista Homenageado da RSS da Bielorrússia"
- Dia 13 de julho do ano 1987 -– título honorário "Artista do Povo da RSS da Bielorrússia"
- Dia 15 de fevereiro do ano 2006 - título honorário "Artista Homenageado da Federação Russa”[10]

## Discografia
- 1988 –Tudo vai virar realidade;
- 1994 – Não rasgue a camisa –as canções de Оcorocov (CD);
- 2002 –Sonhador– as canções do Alessandre Morosov (CD);
- 2002 – Beijo a sua palma (CD);
- 2006 – Além do rio branco (CD);
- 2008 –Yaroslav Yeudoquimov e o duo «Baga doce». As melhores canções ucranianas e dos cossacos (CD);
- 2012 –Regresso em outono (CD)

## Mediaarhiv
;
;
;
;
;
;
;
;